# 2004年1月
2004年1月的新闻事件：
请参看：
- 火星探测计划
- 中东和平路线图
- 欧盟扩大
- 北朝鲜核危机
- 恐怖主义
- 美军占领伊拉克
- 钓鱼岛
- 中华人民共和国宪法修正案

## 1月28日
- 有关英国前武器专家凯利之死的赫顿调查报告公布，报告称英国广播公司对政府的指责是“没有根据”的。

## 1月25日
- 美国国务卿鲍威尔在莫斯科表示，美国将继续在伊拉克寻找大规模杀伤性武器，并争取发现伊制造大规模杀伤性武器的线索。此前他曾暗示，伊拉克有可能并没有拥有大规模杀伤性武器。（页面存档备份，存于）（页面存档备份，存于）
- 泰国总理他信承认，政府在几天前就已经怀疑泰国爆发了禽流感，但当时决定暂不向公众宣布疫情，直到1月23日才加以证实，以避免引起大规模恐慌。（页面存档备份，存于）
- 在瑞士出席国际经济论坛的国际知名基金经理人、亿万富翁乔治·索罗斯再度抨击美国总统布什的外交政策，并说布什政府的经济计划虽然在2004年可能出现繁景，但将在2005年崩盘。索罗斯计划捐赠1250万美元用以支援民主党，挑战布什连任。（页面存档备份，存于）
- 美国国家航空航天局发射的另一部火星车机遇号于12时55分在火星的梅里迪亚尼平面成功着陆。

## 1月24日
- 伊拉克境内发生6起恐怖袭击事件，导致12人死亡，其中包括5名美军士兵，60多人受伤。（页面存档备份，存于）（页面存档备份，存于）
- 作为“中法文化年”一部分的香榭丽舍大街春节大游行在法国巴黎举行。这是巴黎市政府第一次允许外籍侨民在“法兰西第一大道”上举办节庆大游行活动。（页面存档备份，存于）（页面存档备份，存于）（页面存档备份，存于）（页面存档备份，存于）
- 美国宇航局发射的另一部火星车“机遇号”在火星的梅里迪亚尼平面成功着陆。“机遇”号将在预期3个月的火星漫步期间，寻找火星是否存在水的线索。（页面存档备份，存于）[][]（页面存档备份，存于）（页面存档备份，存于）（页面存档备份，存于）

## 1月23日
- 欧洲空间局发布公告称，正在环火星轨道上运行的欧洲“火星快车”探测器上的红外线相机对火星南极地区上空水蒸气中的分子进行了分析，确认了火星南极地区存在冰冻水。这是人类首次直接在火星表面发现水。（页面存档备份，存于）（页面存档备份，存于）[]（页面存档备份，存于）
- 泰国政府证实，该国有两人感染禽流感，泰国政府已经停止所有鸡肉出口。此外柬埔寨也确认已经发现有鸡只因禽流感死亡，但是还没有发现有人感染禽流感。世界卫生组织警告，导致禽流感的H5N1病毒在鸟类中的传染性极强，而且极易传播给其他动物种群，亚洲国家的疫情有可能进一步恶化。（页面存档备份，存于）（页面存档备份，存于）[]（页面存档备份，存于）
- 美国宇航局在与“勇气号”火星车中断联系2天后，终于重新恢复数据传送。目前估计火星车上的某种硬件出了故障，而软件系统似乎也有问题，导致电脑处理器连续重新启动60多次。（页面存档备份，存于）（页面存档备份，存于）[]
- 联合国发言人迪雅里克宣布，联合国安全评估小组已于当天抵达伊拉克首都巴格达。这是自去年10月以来联合国国际职员首次重返巴格达。（页面存档备份，存于）
- 美国中央情报局局长特尼特宣布，前联合国武器核查员迪尔费尔将接替已经辞职的戴维·凯，担任美国负责搜寻伊拉克大规模杀伤性武器的首席武器检查官和中央情报局顾问。戴维·凯在辞职后向路透社记者表示，他不认为伊拉克境内藏有大规模的生化武器库。（页面存档备份，存于）

## 1月22日
- 美国宇航局称，美国“勇气”号火星车已经停止传输数据达24小时之久，可能是“勇气”号的软硬件出了问题。（页面存档备份，存于）（页面存档备份，存于）（页面存档备份，存于）（页面存档备份，存于）
- 以色列总理沙龙首次就“腐败案”发表公开评论，坚称不会辞职，并且表示要完成他的总理任期，至少在2007年下届大选前不会辞职。（页面存档备份，存于）[]（页面存档备份，存于）（页面存档备份，存于）（页面存档备份，存于）
- 达赖喇嘛近日表示，支持有关印度帮助西藏人和中国领导人实现对话的主张。据报道，西藏流亡政府已经放弃了西藏独立的要求，而是建立一个在中国内部自治的地区。（页面存档备份，存于）
- 印度政府与温和的克什米尔分离主义领导人在印度首都新德里举行会谈，双方在会谈中同意致力于结束该地区所有层次的暴力活动。印度政府方面还同意重新审理所有目前被印方拘留的克什米尔人的案件。（页面存档备份，存于）
- 世界最大胶卷生产商柯达宣布，在未来三年内将在全球裁员15000人，相当于公司总雇员人数的20%。柯达在2003年最后一季度的利润大幅度下滑。（页面存档备份，存于）
- 亚洲禽流感疫情进一步扩散，欧盟宣布禁止从泰国进口鸡肉。

## 1月21日
- 以色列检察官员透露，他们正在考虑是否要起诉总理沙龙，这个决定将在数周后做出。涉嫌向沙龙行贿的以色列房地产开发商戴维·阿佩尔在当日已被检察部门起诉。而以色列工党领袖已要求工党就腐败事件对沙龙提出不信任案。（页面存档备份，存于）（页面存档备份，存于）（页面存档备份，存于）
- 第34届世界经济论坛在瑞士东北部山城达沃斯开幕。本届论坛的主题为“建立繁荣与安全的伙伴关系”。伊朗总统哈塔米在开幕式上致词。（页面存档备份，存于）（页面存档备份，存于）（页面存档备份，存于）
- 一个由6名共和党和民主党议员组成的美国国会代表团宣布，他们将于本周末启程前往利比亚访问，并会见利比亚领导人卡扎菲。这将是自卡扎菲1969年上台以来，美国国会议员首次正式访问利比亚。（页面存档备份，存于）
- 挪威王储哈康·芒努斯的妻子梅泰·玛丽特·彻塞姆·赫伊比王妃产下一名女婴。她是排在父亲哈康王储之后的第二王位继承人，有望成为近6个世纪来首位执掌挪威国务的女君主。

## 1月20日
- 中国国家统计局公布初步核算数字，中国大陆2003年全年经济增长9.1%，这是自1997年以来增长最快的一年；全国人均GDP达到1090美元，首次突破1000美元。国家统计局局长李德水在记者发布会上表示，中国经济总体上未出现过热现象。（页面存档备份，存于）[]（页面存档备份，存于）（页面存档备份，存于）（页面存档备份，存于）
- 北京市旅游局在全面检查了当地的五星级酒店后，否认早前有关北京半数五星级酒店有军团菌的消息。（页面存档备份，存于）（页面存档备份，存于）
- 美国民主党党内总统候选人提名在爱荷华州的选举结束，此前未被看好的约翰·克里赢得该州选举的胜利，支持率为38%，而热门人选迪安仅获18%，名列第三。（页面存档备份，存于）（页面存档备份，存于）（页面存档备份，存于）（页面存档备份，存于）
- 美国总统布什在国会发表国情咨文，为美国出兵伊拉克辩护，称美国出于自卫而发动战争不需要任何人的批准。他同时还对未来美国经济的发展表示乐观。（页面存档备份，存于）[]（页面存档备份，存于）（页面存档备份，存于）

## 1月19日
- 美国民主党2004年总统选举的首次政党基层会议将在爱荷华州99个县市的1993个选区同时举行，从而标志着美国大选初选的序幕正式拉开，它将和27日在新罕布什尔州举行的首次初选一道，成为影响今年总统选举重要的风向标。（页面存档备份，存于）（页面存档备份，存于）（页面存档备份，存于）
- 世界卫生组织证实，越南又有一人死于禽流感，但是世卫称还没有发现人与人相互传染禽流感的迹象。（页面存档备份，存于）（页面存档备份，存于）
- 中国SARS病毒灭活疫苗获得国家食品药品监督管理局批准进入I期临床试验阶段，不久将首次在志愿者体内接种。（页面存档备份，存于）
- 数万名什叶派穆斯林在伊拉克首都巴格达游行示威，要求提前举行普选。而美国占领当局则向联合国表明，伊拉克的普选明年才能举行。（页面存档备份，存于）
- 日本陆上自卫队先遣部队的车队从科威特经陆路进入伊拉克。这是二战以来日本陆上自卫队首次踏上处于战争状态的外国领土。（页面存档备份，存于）

## 1月18日
- 伊拉克首都巴格达美英联军总部门口发生自杀式汽车炸弹袭击事件，造成25人死亡，131人受伤，其中包括2名死亡的美国国防部雇员。（页面存档备份，存于）（页面存档备份，存于）（页面存档备份，存于）（页面存档备份，存于）（页面存档备份，存于）
- 针对一美国专家在伦敦宣布已经成功地将一个克隆人体胚胎植入一名35岁的妇女体中一事，英国卫生大臣约翰·里德严正声明，表示将严厉禁止克隆人在英国诞生。目前大多数专家怀疑这则消息的真实性。（页面存档备份，存于）

## 1月17日
- SARS：中华人民共和国卫生部宣布已经确定广东两例的两例SARS疑似病例为确诊病例。（页面存档备份，存于）（页面存档备份，存于）
- 美军占领伊拉克：美军一辆布雷德利步兵战车当日在巴格达以北地区遭到炸弹袭击，3名美军士兵和两名伊拉克民防军人丧生。这样，自伊拉克战争爆发以来，驻伊美军死亡人数已达500人，其中228人在去年5月1日美国总统布什宣布伊拉克战争主要战事结束后被反美武装打死。（页面存档备份，存于）[]（页面存档备份，存于）（页面存档备份，存于）
- 越南又新增两例甲型流感疑似病例，其中1人病情严重。越南至今已经有10人因禽流感死亡。（页面存档备份，存于）[]
- 美国摇滚乐明星迈克尔·杰克逊因猥亵儿童等罪名在美国加利福尼亚州的一家法庭出庭。他否认七项涉及儿童性侵犯的指控，以及两项指称他为一名儿童提供含酒精饮料的指控。此前，杰克逊公开为自己辩护，他说对他的指控是一个弥天大谎。杰克逊的家庭也公开为他辩护，他们称杰克逊是警察积怨的受害者。（页面存档备份，存于）（页面存档备份，存于）（页面存档备份，存于）（页面存档备份，存于）

## 1月16日
- 国台办安排境内外媒体前往采访被羁押的7名台湾间谍嫌疑人。（页面存档备份，存于）（页面存档备份，存于）（页面存档备份，存于）
- 日本政府派往伊拉克的陆上自卫队先遣队一行30人于成田机场启程赴科威特，随后将进入伊拉克。（页面存档备份，存于）（页面存档备份，存于）（页面存档备份，存于）
- 陈水扁在当天下午公布了两个将于3月20日举行的公民投票的题目。分别是如果中共不撤除对台飞弹，人民是否允许政府购买部署反飞弹，以及是否同意与中国大陆展开协商。（页面存档备份，存于）（页面存档备份，存于）（页面存档备份，存于）（页面存档备份，存于）

## 1月15日
- 美国“勇气”号火星车成功驶下逗留了12天的登陆舱，首次开上火星表面。（页面存档备份，存于）
- 中国民间保钓考察船，在距钓鱼岛20多海里处遭遇日本军舰拦截，一名船员被日本舰艇高压水枪喷射打碎的玻璃割伤。（页面存档备份，存于）（页面存档备份，存于）
- 越南报告4起新的禽流感疑似病例，其中1人已经死亡。这使该国可能感染禽流感的人数增加到18人。世卫组织警告，如果病毒变种，后果将非常严重。（页面存档备份，存于）（页面存档备份，存于）

## 1月14日
- 美国总统布什在美国宇航局华盛顿总部发表讲话，提议争取最早在2015年、最晚不超过2020年让美国宇航员重返月球，并在月球上建立科研基地，为下一步将人送上火星甚至更远的星球作准备。（页面存档备份，存于）（页面存档备份，存于）

## 1月13日
- 以色列沃尔夫基金会宣布，中国国家杂交水稻中心的袁隆平与美国康奈尔大学的塔克斯莱（Steven Tanksley）分享2004年度沃尔夫农业奖以表彰他们“对杂交水稻所做出的开创性研究和发现杂交优势的基因原理”。（页面存档备份，存于）

## 1月12日
- 广州确认又发现一名SARS疑似病例，这已经是入冬以来广州所爆发的第三起SARS疑似病例。（页面存档备份，存于）（页面存档备份，存于）（页面存档备份，存于）
- 香港艺人梅艳芳的告别仪式上午11时举行，大部分香港著名演艺人员出席。梅艳芳的遗体于之后火化。（页面存档备份，存于）（页面存档备份，存于）（页面存档备份，存于）

## 1月11日
- 华盛顿的一名匿名官员再度发表对台强硬谈话，称华府相信陈水扁正在往台独的方向前进，他对台湾在3月份举办公投一事“深表忧虑”，并称“绝不容许台湾把美国拖入同中国的一场代价昂贵的冲突”。（页面存档备份，存于）（页面存档备份，存于）（页面存档备份，存于）（页面存档备份，存于）

## 1月10日
- 美国两个非官方的代表团已经访问了朝鲜宁边核设施。（页面存档备份，存于）（页面存档备份，存于）（页面存档备份，存于）
- 广州展开大规模灭鼠行动，全市投放灭鼠毒谷的总量将达上百吨。
- 中华人民共和国外交部在针对美国有关支持香港民主化的表态时说，美国应该停止干涉香港事务，香港的政治体制必须按照基本法的规定，从香港的实际情况出发，循序渐进地发展，这符合香港各界的长远利益。（页面存档备份，存于）
- 美国“勇气”号火星探测器的六个轮子已经完全展开，在几天之内开始探索火星表面。（页面存档备份，存于）
- 六四天安门事件学生领袖之一的吾尔开希抵达香港，准备参加梅艳芳的葬礼。他在机场发表了一份声明，表示希望可以回到中国大陆。这是他15年后首次踏上中华人民共和国的实际管辖领土。（页面存档备份，存于）（页面存档备份，存于）

## 1月9日
- 中国石油公司高层人事变动，中石油原副总吴耀文被免职，但是公司否认与去年12月23日发生的重庆开县井喷事故有关。此外检察机关也已经对井喷事故进行刑事侦查，对5人采取刑事拘留或监视居住的强制措施。（页面存档备份，存于）（页面存档备份，存于）
- 美国正式宣布伊拉克前总统萨达姆为战俘，萨达姆将享有根据《日内瓦公约》关于战俘规定的一切权利，但是并没有改变美军关押他的条件。（页面存档备份，存于）（页面存档备份，存于）（页面存档备份，存于）
- 美国总统国家安全事务助理赖斯表示，有报道称，伊拉克曾在去年战争爆发前将其大规模杀伤性武器转移到叙利亚，但美国目前尚未掌握确凿的证据。（页面存档备份，存于）（页面存档备份，存于）
- 中国国民党主席连战提出他的两岸和平新路线图，他宣示若当选总统，将在对等、尊严的前提下到大陆访问，要求中共冻结并开始撤除对台湾有威胁性的飞弹部署；同时，他也要把征兵制改为募兵制，把国民兵役期由两年改为三个月。（页面存档备份，存于）（页面存档备份，存于）
- 美国国土安全部部长汤姆·里奇宣布，美国政府已经将恐怖威胁警告级别从橙色降低到黄色。（页面存档备份，存于）（页面存档备份，存于）（页面存档备份，存于）（页面存档备份，存于）
- 美国国际贸易委员会初步裁定，中国家具厂家在美国市场上的卧室家具销售存在倾销行为，并决定将对来自中国的价值逾10亿美元的卧室木制家具征收高关税。这是迄今为止美国针对中国产品最大宗的反倾销案。（页面存档备份，存于）（页面存档备份，存于）（页面存档备份，存于）（页面存档备份，存于）

## 1月8日
- 原定下周启程前往美国为公投问题进行解释的一个台湾“公投宣达团”宣布暂缓访问。台湾的总统府副秘书长否认是由于美方压力才被迫取消。（页面存档备份，存于）（页面存档备份，存于）
- 驻伊拉克美国陆军一架“黑鹰”医疗直升机和一架空军C-5运输机当天相继遭到地面火力攻击后紧急“迫降”，其中直升机上的9名美国军人全部死亡。（页面存档备份，存于）

## 1月7日
- 北朝鲜核危机：朝鲜宣布有条件停止核计划，各方表示欢迎。
- 印度尼西亚最高法院已驳回了巴厘岛爆炸案嫌疑人阿姆罗兹的上诉，决定维持对他的死刑判决。 （页面存档备份，存于）
- 英国《每日镜报》全文刊登了一封据称是戴妃车祸前10个月写给其前管家及心腹保罗·伯勒尔的信件内容，信中称查尔斯王储有意谋害自己。（页面存档备份，存于）
- 台湾花莲县地检署发出传票，传讯总统陈水扁，以协助对2002年6月花莲县长补选期间民进党籍候选人贿选案的调查。陈水扁已经通过幕僚表示届时将出庭应讯。他将是台湾历史上首位出庭作证的元首。（页面存档备份，存于）（页面存档备份，存于）（页面存档备份，存于）
- 科威特一家媒体报道，萨达姆被确诊患有淋巴癌晚期，最多只能再活2年。（页面存档备份，存于）
- 美国总统乔治·沃克·布什宣布将推动对现行的移民法做出重大修改。美国将给予在美境内工作的数百万外籍劳工合法身份，消除了他们担心遭到驱逐的忧虑，但并不意味将加快他们成为美国永久公民的进程。（页面存档备份，存于）（页面存档备份，存于）（页面存档备份，存于）

## 1月6日
- 中华人民共和国国务院决定对中国银行和中国建设银行两个银行实行股份制改革试点，建立股东大会、董事会、监事会制度。国务院还将动用450亿美元国家外汇储备等为其补充资本金。（页面存档备份，存于）
- 英国对戴安娜王妃车祸案首次进行审理，以平息几年来对戴妃死因的各种猜测。
- 广东决定全面封杀被怀疑是SARS病毒来源的野生动物果子狸，引起极大争议。世界卫生组织表示反对，称目前还无法完全确定果子狸就是SARS的来源。（页面存档备份，存于）
- 美国NASA公布了在“勇气号”在火星表面所拍摄的高清晰彩照。（页面存档备份，存于）
- 美国农业部宣布，DNA测验表明，美本土发现的首头“疯牛”出生地为加拿大阿尔伯塔省。（页面存档备份，存于）
- 朝鲜表示愿意停止核武器的生产，作为新一轮六方会谈开始前的重大让步举措。但是朝鲜同时要求美国放弃对朝鲜的敌对政策。（页面存档备份，存于）

## 1月5日
- 巴基斯坦总统穆沙拉夫与印度总理瓦杰帕伊在伊斯兰堡举行会谈。这是双方自2001年7月以来的首次会谈，显示两国关系趋于缓和。（页面存档备份，存于）
- 非典：中国卫生部的疫情通报说，广东非典疑似病例确诊为确定诊断病例。（页面存档备份，存于）
- 香港及广东专家最新的检测结果显示，广东市场上的果子狸SARS冠状病毒基因结构与最近的疑似病例基因片断相似，进一步提示人类的SARS冠状病毒可能来源于果子狸。（页面存档备份，存于）
- 美国总统布什宣布维持对利比亚的制裁。（页面存档备份，存于）
- 香港发生首宗地鐵縱火案。

## 1月4日
- 美国勇气号火星车于北京时间12时35分在火星表面成功着陆。
- 美国流行女歌手“小甜甜”布兰妮与好友杰森·亚历山大在拉斯维加斯闪电结婚，但当天下午便决定离婚，预料两人的婚姻关系将在5日解除，创下了好莱坞最快离婚的纪录。
- 半岛电视台再度播出了一盘据信是本·拉登的电视录象带，拉登在这盘录音带中提到了伊拉克前总统萨达姆于去年12月13日被美军逮捕一事。

## 1月3日
- 埃及闪光航空一架包机从旅游胜地沙姆沙伊赫起飞不久在红海上空坠毁，机上148人全部罹难，其中120多人是法国旅客。（页面存档备份，存于）
- 中国证监会等4个机构宣布接管全国第四大证券公司南方证券，原因是南方证券违规经营。（页面存档备份，存于）

## 1月2日
- 朝鲜据报道已经同意一个美国代表团于下周参观位于宁边的核设施。（页面存档备份，存于）
- 印尼巴厘岛清晨发生里氏6.1级地震，至少7人受伤。（页面存档备份，存于）
- 中国工程院院士钟南山表示，对广州SARS疑似病例的冠状病毒基因序列测定结果显示，这是一个新的、未发表过的序列，表明存在着病毒变异。（页面存档备份，存于）
- 英国航空公司又有一架飞往美国的国际航班被取消，之前一天已经有一架英航班机因恐怖威胁而取消。（页面存档备份，存于）

## 1月1日
- 日本首相小泉纯一郎再度参拜供奉有日本甲级战犯牌位的靖国神社。（页面存档备份，存于）
- 中国内地与香港、澳门更紧密经贸关系安排（CEPA）开始实施。（页面存档备份，存于）
- 爱尔兰共和国接替意大利出任欧盟轮职主席国。
- 朝鲜官方媒体发表新年评论，称要继续对美国采取“最强硬的政策”。（页面存档备份，存于）
- 上海磁悬浮列车正式投入商业运营，这是全球首条进行商业运行的磁悬浮列车。（页面存档备份，存于）
- 10万香港市民再次举行游行，要求2007年香港特首直选。（页面存档备份，存于）
- 中華民國國軍義務役役期減為1年8個月。[來源請求]
- 北京五环路全面停止收费。[來源請求]